# Hesperentomon monlunicum
Hesperentomon monlunicum är en urinsektsart som beskrevs av Yin 1984. Hesperentomon monlunicum ingår i släktet Hesperentomon och familjen Hesperentomidae. Inga underarter finns listade i Catalogue of Life.